# Ulrich I. von Dürrmenz
Ulrich von Dürrmenz (auch Ulrich I. von Speyer) († 26. Dezember 1163 in Maulbronn, beigesetzt im Kloster Maulbronn) war Reichskanzler unter Kaiser Friedrich I. und erwählter Bischof von Speyer.

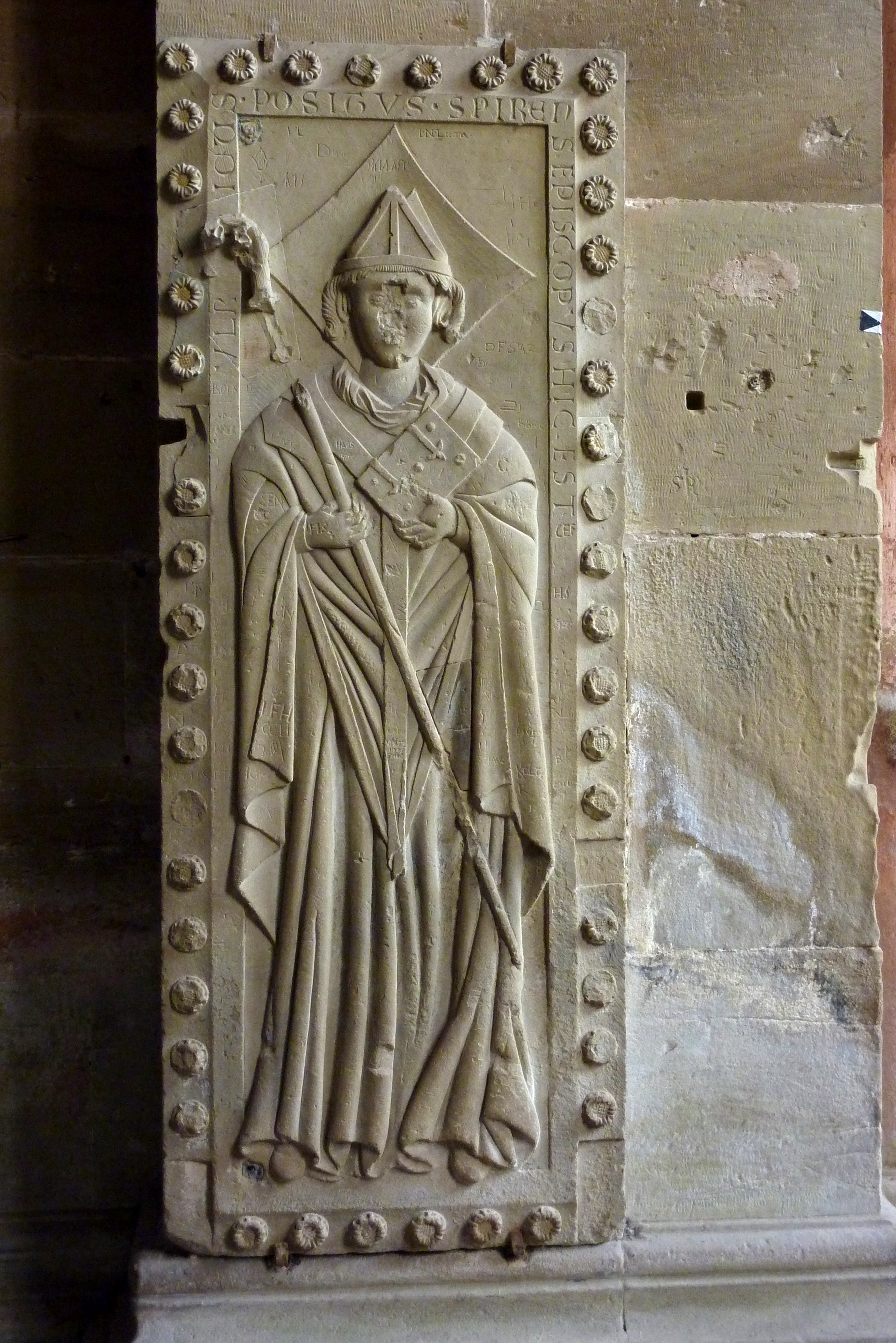
Grabplatte des Bischofs im Kloster Maulbronn

Ab dem 30. August 1159 erscheint Ulrich in Urkunden als Reichskanzler Barbarossas. Er ist damit Nachfolger des zum Erzbischof von Köln gewählten Rainald von Dassel. Bis zum 7. September 1162 wird er während des zweiten Italienfeldzugs Friedrichs I. in 38 Urkunden als Reichskanzler geführt. Dabei tragen die Urkunden auch die latinisierten Namensformen Oldaricus und Ulricus. Im Jahr 1162 wurde er zum Bischof von Speyer gewählt. Bei dieser Wahl dürfte Kaiser Friedrich I. erheblichen Einfluss genommen haben. Wegen des Konflikts zwischen Kaiser und Papst Alexander III. wurde seine Wahl nicht vom Heiligen Stuhl bestätigt, weshalb er sich als „erwählter Bischof von Speiyer“ titulierte. Sein Nachfolger als Reichskanzler wird Christian I. von Buch, der spätere Erzbischof Christianus I. von Mainz. Ulrichs Amtszeit war geprägt von mehreren Streitigkeiten zwischen Bischofsstuhl und den Bürgern von Speyer. Als Stadtherr Speyers versuchte Ulrich ein von Kaiser Heinrich IV. erlassenes Steuerprivileg zurückzunehmen. Dieser Konflikt konnte erst durch den Kaiser entschieden werden, zu Ungunsten Ulrichs.

## Wappen
Das fürstbischöfliche Wappen ist üblicherweise geviert. Die Felder des Wappenschildes führen im Wechsel das Familienwappen derer von Dürrmenz und das Wappen des Bistums Speyer, ein silbernes Kreuz auf blauem Grund. Das Familienwappen der edelfreien Herren von Dürrmenz, wappengleich mit den stammesverwandten Enzberg, zeigt einen goldenen Ring mit einem roten Stein besetzt. Der Stein ist nach oben ausgerichtet. Das Wappenmotiv ist auf blauem Grund.